# Gerard Mur Pérez
Gerard Mur Pérez (Cocentaina, 12 de novembre de 1911 - 29 de juliol de 1998), poeta i escriptor de Cocentaina.

## Biografia
Nascut al carrer del pintor Jeroni Jacint Espinosa o Carrer Nou, és el tercer dels cinc fills del matrimoni format per José Mur Femenía i Teresa Pérez Ferrer, naturals de Dénia i traslladats a Cocentaina per motius laborals. Criat al voltant del Pla de la Font, passa els anys d'infantesa en companyia dels seus germans.
Alumne del col·legi dels Pares Franciscans, als 10 anys abandonà els estudis per començar a treballar com a aprenent dins de l'empresa de calcer de Bonifacio, on va arribar a ser tallador. Es casà amb Rosa Llorens Albors en 1942 a l'església de Santa Maria de Cocentaina (amb mossèn Eugenio Raduan com a oficiant) i va ser pare d'un fill i d'una filla.
Propietari en el seu moment d'una empresa pròpia on es realitzaven articles de pell, situada a l'antic trinquet del raval (carrer de Jesús de l'Hort), va tornar a la indústria del calcer, concretament a Calzados Riera, on va ocupar el càrrec de tallador i cronometrador. Quan aquesta empresa va tancar, creà una cooperativa amb altres socis, dedicada a la fabricació de terratzo i taulells. Finalment, a l'edat de 55 anys, entra a l'empresa Calzados Carbonell, on treballarà fins que es va jubilar.

## Obra
Des de ben menut, Gerard Mur va mostrar una gran facilitat per a escriure. Als 16 anys comença a guanyar els primers certàmens literaris locals i desenvolupa tota una obra farcida de poemes i lletres de peces musicals, algunes de les quals tenen actualment un gran ressò.
L'obra d'aquest enamorat de Cocentaina (va renunciar sempre a viure fora del nostre poble) està publicada parcialment i destaca l'obra Antologia poètica, 13 anys d'ofrena a la Mare de Déu (1987) o el llibre Apuntes para la historia de la música en Cocentaina (1982), considerat com la primera recopilació històrica dels músics contestans, referència obligada per conèixer la nostra música.
La passió de Gerard Mur per Cocentaina el porta a escriure diferents himnes dedicats al seu poble, entre els quals cal destacar Concentaina, escrit en 1935 amb música de Just Sansalvador, i que diu així:
| « | Rodejat per les muntanyes que circumden un Comtat, enclavat es troba un poble que de tots és admirat. Porten les aigües que el banyen murmuris d’alta grandesa, perpetuant així per sempre de Contesta la noblesa | » |

Però amb tota seguretat, l'obra que més fortament ha restat en la ment dels contestans i contestanes és la lletra de l’Himne de Festes. Escrit en 1980 pel mateix Gerard Mur amb música del contestà Josep Insa Martínez, la lletra d'aquesta obra que porta per títol original Visca la Festa i aconsegueix emocionar any rere any tot el món fester, que la canta i la pregona en nombrosos actes, especialment davant del Palau Comtal de Cocentaina, unes hores abans de la Nit de l’Olla, que obri d'aquesta manera les Festes de Moros i Cristians, un himne que va fer, en 2005, el 25é aniversari.
Lletra de l'himne oficial de les Festes de Moros i Cristians de Cocentaina:
| « | Visca la Festa Corre amb goig la gent en alegria de festes obert el cor al sentiment de passades gestes. La festa contestana, record del Conqueridor, del Montcabrer a l'Aitana visca la germanor! Honor i esplendor, brille la llum ardenta, visca la germanor que la terra sustenta. Honor i esplendor, brille la llum ardenta, visca la germanor que la Festa sustenta. Honor i esplendor, visca la germanor! | » |

## Càrrecs
Són molts els càrrecs que Gerard Mur Pérez va exercir al llarg de la seua vida. President d'Acció Catòlica l'any 1954, president de GOAC (Germandat Obrera d'Acció Catòlica) l'any 1958, guionista del programa "Camino", emès des de l'emissora parroquial de Santa Maria, quan hi era rector Eduardo Gual Camarena, o president de l'Associació de Jubilats i Pensionistes de Cocentaina des de 1977 a 1985, són alguns dels mèrits acumulats per aquest escriptor contestà.
A més a més, va ocupar el càrrec de cronista de la Unió Musical Contestana, on tocava el clarinet, i va entrar a formar part de la Junta Directiva l'any 1975. Membre de la penya d'amics La Bohemia, immortalitzada per Gustavo Pascual Falcó amb el pasdoble Bohemios del 29, va ser membre de l'Associació Valencianista de Cocentaina, entitat que va signar en el seu moment les Normes de Castelló de 1932.

## Premis i distincions
Com a poeta, Gerard Mur ha obtingut nombrosos premis, entre els quals cal destacar el Primer Premi en el Certamen Literari del Dia de los Amigos de los Castillos, amb l'obra Nostre Castell, el 24 de maig del 1974, poema on l'autor denuncia l'estat ruïnós i decadent aleshores del castell de Cocentaina. Al mateix temps, cal afegir dins del repertori de premis els obtinguts en diferents edicions de poesia organitzats per la Federació Democràtica de Jubilats i Pensionistes, amb les obres Constelaciones i Monòleg amb dudes (1983), Larga vida i A un joven llamado X (1986), L'espiga del demà (1987) o Las personas mayores y la sociedad actual (1993).
Nomenat Fester d'Honor en 1997 per la Junta de Festes de Moros i Cristians, el mateix any va rebre l'homenatge als majors en les Festes de la Mare de Déu del Miracle que se celebra a Cocentaina cada 19 d'abril.